# Lew Elder
Lewis Robert Elder, né le 10 mars 1905 à Derry et mort le 15 mai 1971 à Lindsay (Ontario), est un coureur cycliste canadien. 
Lew Elder commence sa carrière comme un amateur dans la Dunlop Road Race. Entre 1923 et 1928, Elder remporte dix titres au Canada. Il bat les records du monde du ½ mile en 26,2 secondes et des 25 miles en 59:51. En 1928 Lew rejoint l'équipe cycliste olympique canadienne avec Joe Laporte , William Peden, James Davies et Andy Houting et participe aux Jeux Olympiques d'Amsterdam
Elder devient professionnel, spécialiste des courses de six jours. En novembre 1930, il participe avec Harris Horder, aux Six jours de Berlin ; Ce duo prend fin prématurément. Il participe à 24 six jours. Il remporte deux épreuves, terminant également 4 fois sur le podium.

## Palmarès
- 1930
  - Six jours de Montréal (avec Horace Horder)
  - 2e des Six jours de Montréal (avec William Peden)
- 1931
  - Six jours de Vancouver (avec Freddy Zach)[4]
- 1932
  - 3e des Six jours de Milwaukee (avec Godfrey Parrott)